# TPG Be 4/6
Die Be 4/6 (Série 3) und Be 4/8 (Série 4) der Transports publics genevois (TPG) bilden als sogenannte Mittelflurwagen einen wichtigen Konstruktionsschritt zu modernen niederflurigen Strassenbahnwagen. Die von Düwag, Vevey und BBC gebauten Einrichtungsfahrzeuge sind seit 1984 bei der Strassenbahn Genf in der Schweiz im Einsatz. Üblich ist die etwa 53 Meter lange Doppeltraktion aus Sechsachser und Achtachser. Zukünftig sollen die Triebwagen durch Tramlink-Multigelenkwagen von Stadler abgelöst werden. Eine alternative Typenbezeichnung lautet DAV, wobei dieses Akronym für das Herstellerkonsortium Düwag – Ateliers de Vevey steht.

## Be 4/6
Um den Einstieg in die Wagen auf nur noch zwei Stufen zu reduzieren, wurde der Fussboden an den vier Einstiegen und dazwischen über 60 Prozent der gesamten Fahrzeuglänge auf 480 Millimeter Höhe abgesenkt. Der vordere Wagenkasten wird auf dem hinteren Wagen abgestützt. Die neuartige Konstruktion, die in Teilen auf dem deutschen Stadtbahnwagen M basiert, wurde ab 1984 mit einem Prototyp getestet. Von 1987 bis 1989 erfolgte die Serienlieferung von 45 Wagen. Ab 1995 wurden insgesamt 22 Be 4/6 durch Einfügen eines Mittelteils zu Be 4/8 verlängert. 2013 und 2014 wurden die nicht verlängerten Fahrzeuge inklusive des Prototyps zu Teilniederflurwagen umgebaut. Im vorderen Wagenteil wurde der Fußboden Bereich von der ersten bis zur zweiten Tür auf 250 mm abgesenkt.
Die Triebdrehgestelle an den Enden wurden von der Duewag geliefert und entsprechen einem Standardentwurf, der auch bei normalen Hochflurwagen zur Anwendung kam. Über diesen liegt der Fußboden deshalb 870 mm über der Schienenoberkante. Beide Radsätze eines Drehgestells werden dabei von einer Gleichstrommaschine angetrieben. Sie haben Räder mit einem Durchmesser von 660 mm.
Das Laufdrehgestell kurz hinter dem Gelenk wurde dagegen von Vevey entwickelt. Um darüber einen ebenen Wagenboden auf der Höhe der Türbereiche zu ermöglichen, wurde es mit besonders kleinen Rädern ausgeführt. Ihr Durchmesser beträgt lediglich 375 mm. Mit diesem kleineren Durchmesser sind einige Nachteile verbunden, insbesondere schnellerer Verschleiß sowie eine höhere Empfindlichkeit gegenüber Unebenheiten an Rad und Schiene, was zu Lärmentwicklung führen kann. Vevey hatte jedoch zuvor bereits jahrelang Erfahrungen mit Rollböcken mit 300-mm-Rädern gesammelt und konnte somit praxistaugliche Kleinraddrehgestelle entwickeln.
Als nach einem Probeeinsatz des Prototyps bei der Strassenbahn Bern ähnliche Fahrzeuge auch für diesen Betrieb gebaut wurden, entwickelte Vevey die Laufdrehgestelle jedoch noch einmal weiter und erprobte die neue Variante unter einem vorhandenen Berner Beiwagen. Insbesondere wurde der Raddurchmesser auf 410 mm vergrößert und der Radstand von 1200 mm auf 1000 mm verringert. Auch erhielt es Betriebsbremsen, nachdem die ursprüngliche Genfer Variante nur für Notbremsungen ausgerüstet war.
Sowohl über die ursprünglichen Genfer Laufdrehgestelle als auch die zu diesem Zeitpunkt in Bern und Saint-Étienne verwendete Weiterentwicklung wurden Ende 1993 sehr gute Betriebserfahrungen berichtet. Der Verschleiß im Allgemeinen und das Auftreten von Flachstellen hielten sich im erwarteten Rahmen. Eine Neuprofilierung der Räder war nach ungefähr 115 000 gefahrenen Kilometern notwendig, der Austausch der Radreifen nach ungefähr 250 000 Kilometern. Die Geräuschentwicklung hielt sich in normalem Rahmen.

## Be 4/8
Zur Kapazitätserhöhung wurde ungefähr 1990 vorgeschlagen, für Genf zusätzliche Beiwagen mit zwei Laufdrehgestellen und vollständig niederflurigem Durchgang zu bauen. Stattdessen beauftragte die TPG 1993 die Verlängerung von zunächst 18 Be 4/6 zu Be 4/8 durch das Einfügen eines ungefähr neun Meter langen Mittelteils. Dieses erhielt vorn ein Laufdrehgestell der weiterentwickelten Variante und stützt dort den vorderen Wagenteil, während es sich hinten auf den hinteren Wagenteil stützt.
Die Verwendung des weiterentwickelten Drehgestells war notwendig, um genügend Bremsvermögen zu erreichen. Äußerlich erkennbar ist die abweichende Drehgestellbauart durch eine mitdrehende Drehgestellverkleidung. Außerdem liegt das Drehgestell nicht vollständig unterhalb des 480 mm hohen Fußbodens, so dass es im Fahrgastraum seitlich des Durchgangs Radkästen gibt. 16 Wagen von 1989 wurden 1995/1996 umgebaut und behielten ihre Nummer, während weitere sechs Be 4/8 1996, 1998 und 2000 entstanden und umnummeriert wurden.

## Galerie

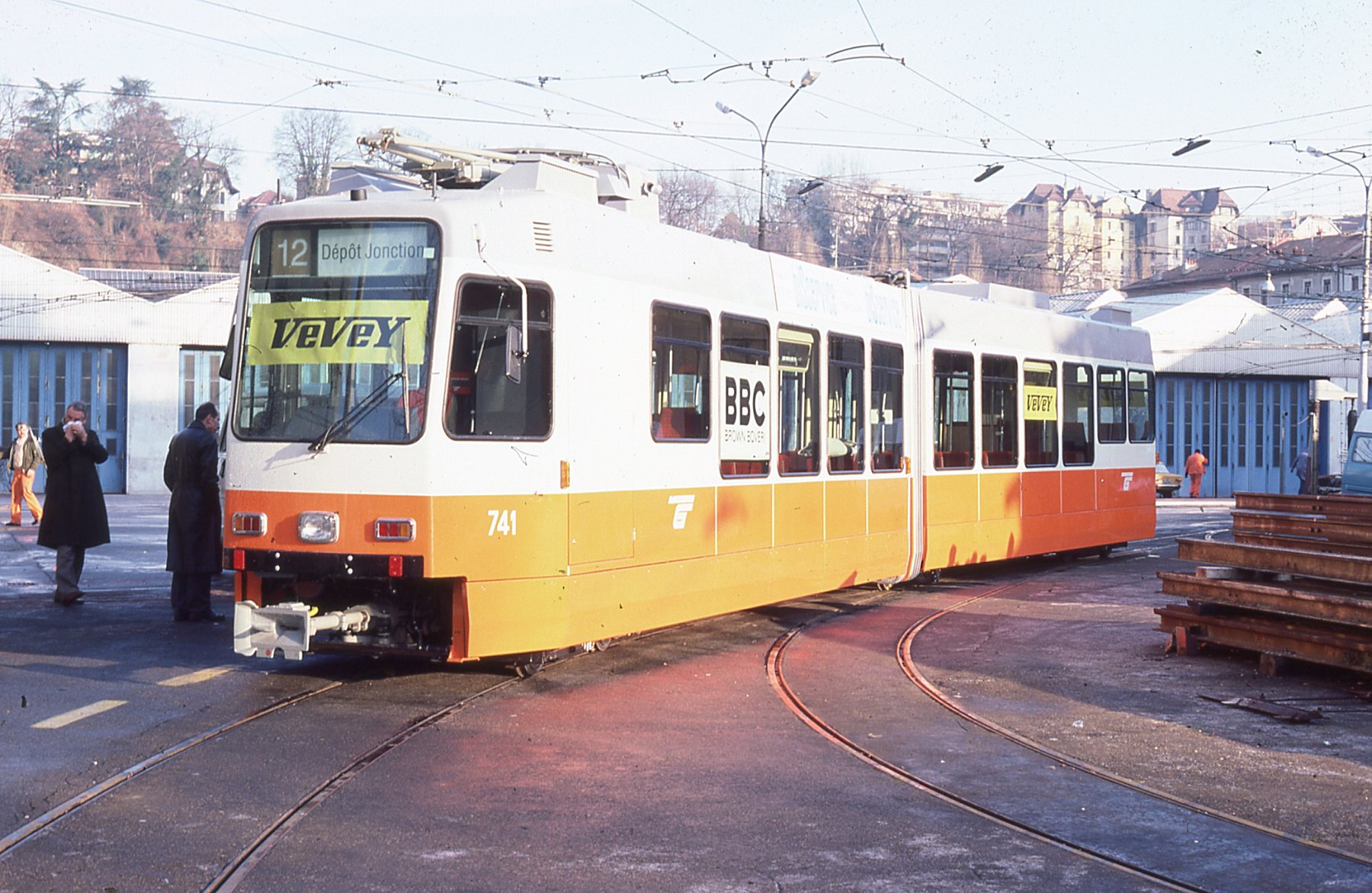
Ablieferung des Prototyps 741 am 1. Mai 1984
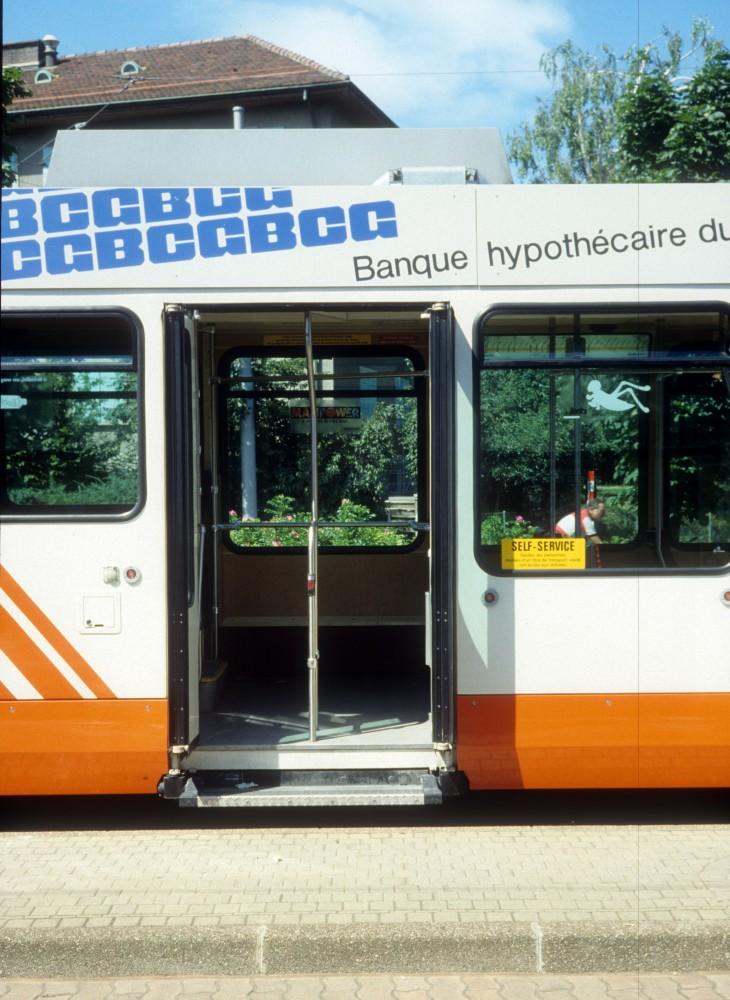
Einstiegssituation
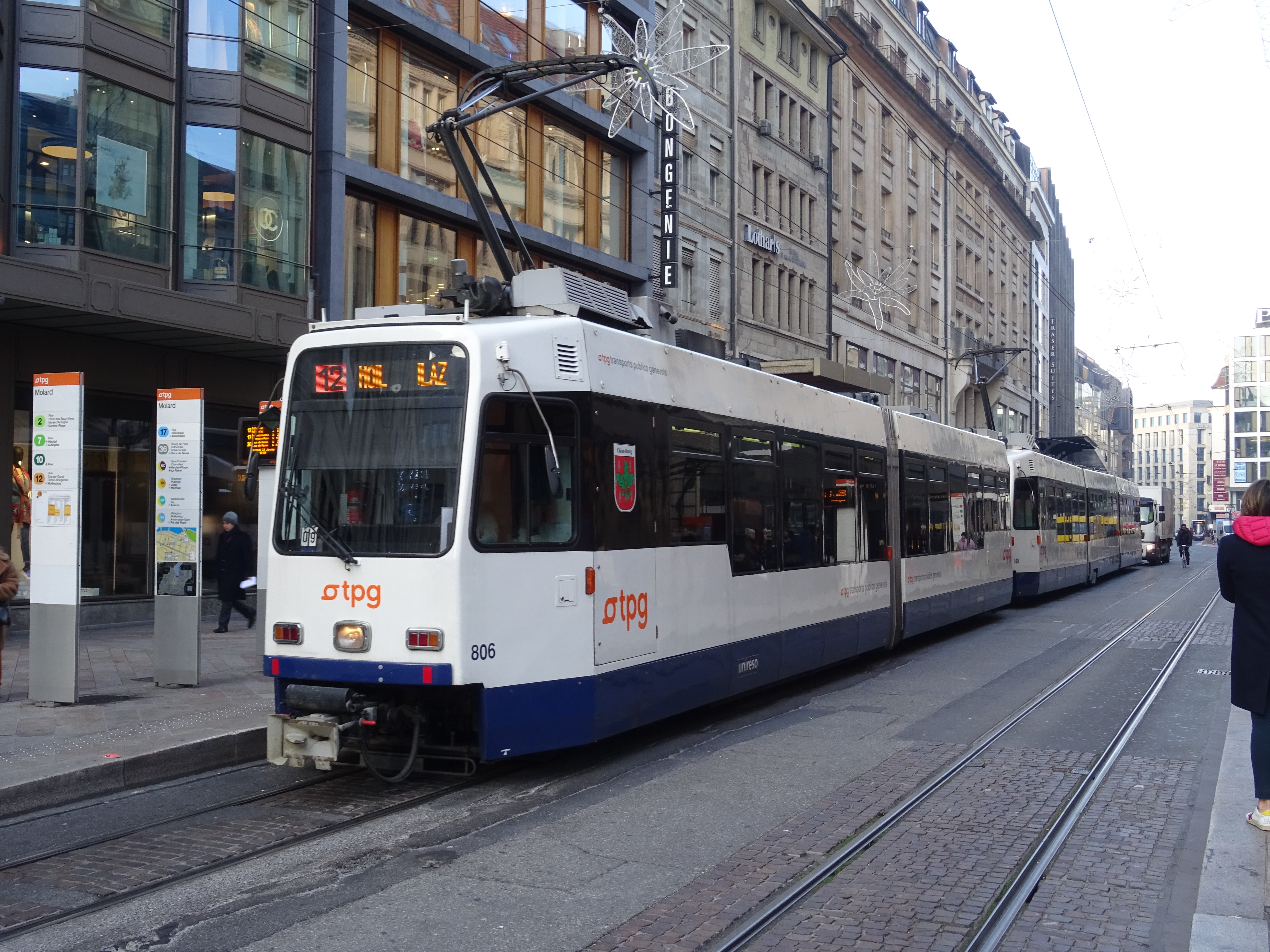
Türlose linke Seite einer Doppeltraktion
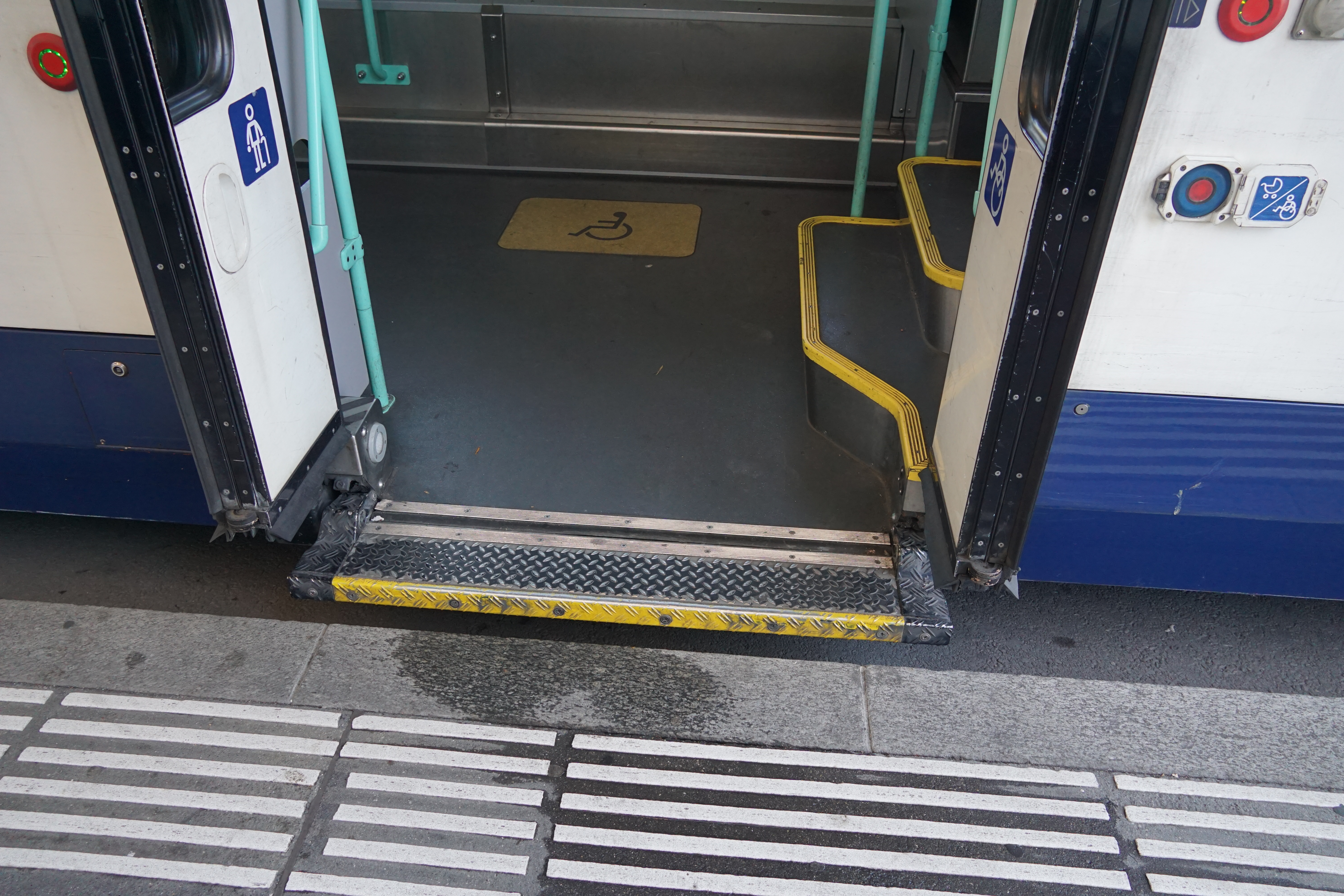
Einstiegssituation zum 2013/2014 eingefügten Niederflurbereich
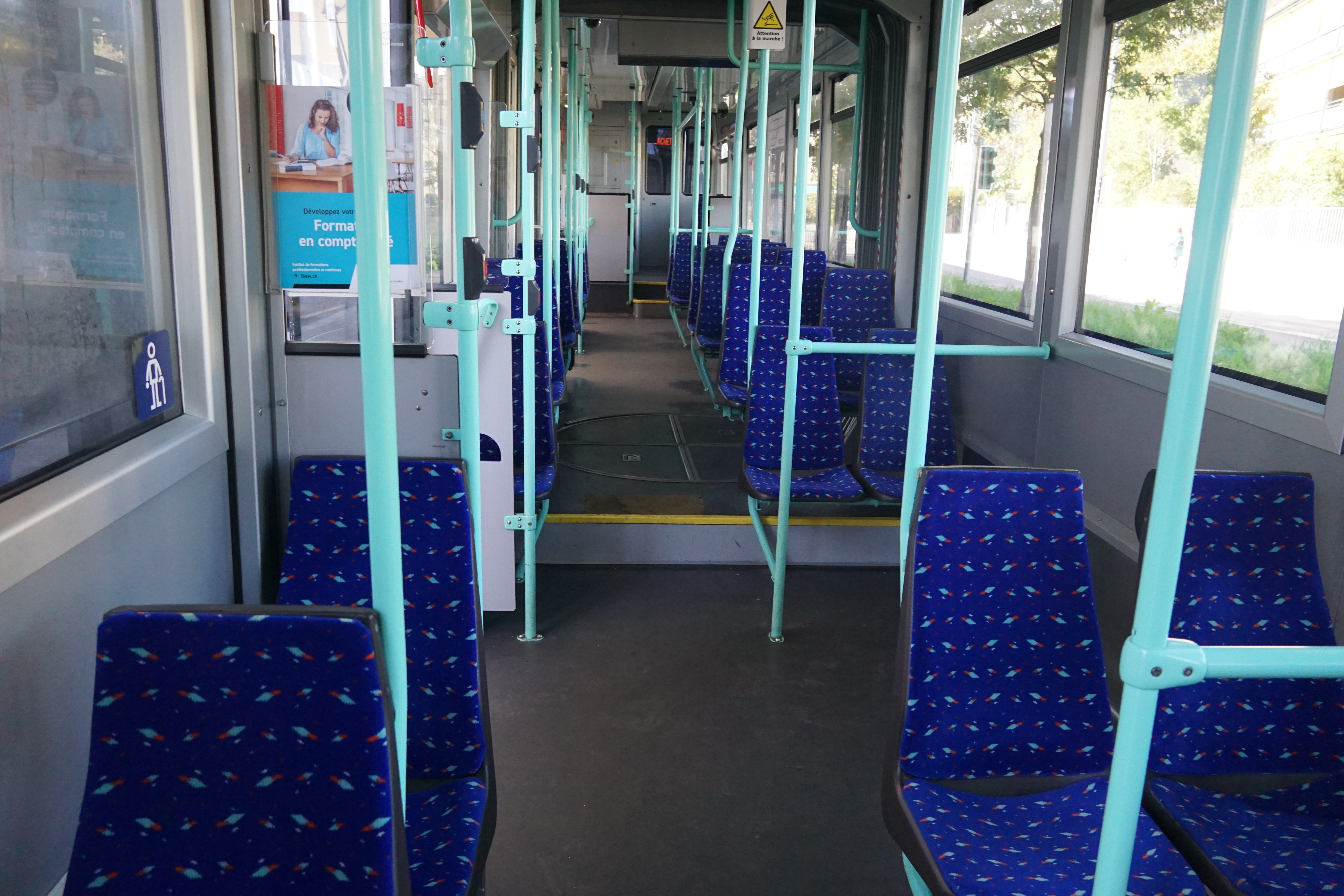
Fahrgastraum, betrachtet vom 2013/2014 eingefügten Niederflurbereich aus mit Blick nach hinten